# Tagebau Zechau
Der Tagebau Zechau war ein 1931 als Tagebau Gertrud III aufgeschlossener und bis 1959 bestehender  Tagebau des Mitteldeutschen Braunkohlereviers. Er diente zur Gewinnung von Braunkohle und lag im Meuselwitz-Altenburger Braunkohlerevier. Nach der Stilllegung entstand das FFH-Gebiet Restloch Zechau auf dem Areal.

## Geographische Lage
Der Tagebau Zechau, heute das „Restloch Zechau“ bildend, liegt im Nordwesten des thüringischen Altenburger Lands zwischen Meuselwitz im Nordwesten und Altenburg im Südosten. Landschaftlich wird das Gebiet dem Altenburg-Zeitzer Lösshügelland zugeordnet. Der ehemalige Tagebau Zechau befand sich zwischen Monstab, Großröda und den drei Kriebitzscher Ortsteilen Kriebitzsch, Altpoderschau und Zechau. Wenige Kilometer im Westen liegt die Grenze zu Sachsen-Anhalt.

## Geschichte

### Anfänge des Braunkohlebergbaus um Zechau und Kriebitzsch
Im 17. Jahrhundert gibt es die ersten urkundlichen Nachweise des Braunkohlebergbaus im Altenburger Land und speziell auch im Umland von Zechau. Der Altenburger Stadtphysikus Dr. Matthias Zacharias Pilling fand um 1671/72 nordwestlich von Rositz „brennende Erde“, die er anschließend in einer Abhandlung beschrieb. Ab Mitte des 19. Jahrhunderts wurde im Meuselwitz-Altenburger Revier Braunkohle im Tiefbauverfahren abgebaut. Im Raum Kriebitzsch/Zechau waren folgende Tiefbaugruben in Betrieb:
| Ort (heutige Zugehörigkeit)              | Name der Tiefbaugrube | Betriebszeit |
| ---------------------------------------- | --------------------- | ------------ |
| Kriebitzsch                              | Ida Nr. 108           | 1872–1952    |
| Kriebitzsch                              | Union Nr. 112         | 1872–1952    |
| Altpoderschau (Ortsteil von Kriebitzsch) | Ernst Nr. 104         | 1871–1952    |
| Zechau (Ortsteil von Kriebitzsch)        | Baunack Nr. 83        | 1867–1876    |
| Zechau (Ortsteil von Kriebitzsch)        | Gertrud Nr. 131       | 1899–1959    |
| Zechau (Ortsteil von Kriebitzsch)        | Eugen Nr. 132         | 1900–1960    |

Durch die 1872 eröffnete Bahnstrecke Altenburg–Meuselwitz–Zeitz, an der Kriebitzsch einen Bahnhof erhielt, erlebte der Braunkohleabbau einen Aufschwung, da mit der Bahn neue Absatzmärkte erschlossen werden konnten. Weiterhin wurde die Entwicklung des Braunkohlebergbaus im Altenburger Land durch die Übernahme der Kohlegruben durch finanzkräftige Aktienkapitalgesellschaften begünstigt. 1898 entstand durch Vereinigung des Gertrud-Schachtes mit dem Glückauf-Schacht bei Kriebitzsch die Aktiengesellschaft Zechau-Kriebitzscher Kohlenwerke „Glückauf“ mit Sitz in Zechau. Noch im selben Jahr nahm diese die Kohleförderung im Tiefbau Gertrud auf. Weiterhin wurde die Brikettfabrik Gertrud eröffnet, die wie die werkseigene Zuckerfabrik aus dem Tiefbau mit Rohkohle versorgt wurde. Nachdem in den Jahren 1900 und 1902 die Brikettfabriken Eugen-Schacht in Großröda und Ida-Schacht bei Kriebitzsch folgten, existierten in Kriebitzsch und Umgebung sieben Brikettfabriken.
Der Tagebau Gertrud I südöstlich von Kriebitzsch wurde im Jahr 1907 durch die Zechau-Kriebitzscher Kohlenwerke aufgeschlossen. Wenige Monate später begann bereits die Kohlenförderung. Per Seilbahn wurde die Kohle zur Brikettfabrik transportiert. 1908 wurden die Kohlenwerke durch die Bergbaugesellschaft Herzog Ernst mit dem gleichnamigen Schacht übernommen, was eine erhebliche Steigerung der Produktion von Briketts und Nasspresssteinen ermöglichte. Weiterhin erwarb die Gesellschaft größere Kohlenfelder bei Monstab und Petsa südlich von Zechau. 1911 erfolgte die Eröffnung des Tagebaus Eugen nordöstlich von Großröda durch die Zechau-Kriebitzscher Kohlenwerke. 
Nachdem 1912 das neun Jahre zuvor geschlossene Leipziger Verkaufssyndikat zerbrochen war,  schlossen sich die Unternehmen des Meuselwitz-Altenburger Braunkohlereviers, darunter auch die Zechau-Kriebitzscher Kohlenwerke, zur Meuselwitzer Brikettverkaufsgesellschaft mbH zusammen. Ziel war eine Förderung des Absatzes. Durch die Kohlenwerke wurden nun die Gruben Union in Kriebitzsch und Ernst in Altpoderschau aufgekauft, sowie Ida, Agnes und Union zu einer Betriebsanlage vereinigt. Dadurch wurden die Zechau-Kriebitzscher Kohlenwerke zum größten Brikettproduzenten im Herzogtum Sachsen-Altenburg. Mit dem durch die werkseigene elektrische Zentrale eingespeisten Strom wurden über das Netz der Überlandzentrale Osterland rund 125 Ortschaften mit Energie versorgt. 1917 endete der Braunkohleabbau im Tagebau Gertrud I südöstlich von Kriebitzsch. Im gleichen Jahr nahm der Tagebau Gertrud II bei Petsa südlich von Zechau seinen Betrieb auf. In der Folgezeit reichte die Abbaufläche bis dicht an Monstab heran. Weiterhin wurde der Bereich zwischen Monstab und Kröbern abgebaut.

### Der Tagebau Zechau (Gertrud III)
Als Folge der wirtschaftlichen Depression zum Ende des Ersten Weltkrieges fusionierten die Zechau-Kriebitzscher Kohlenwerke im Jahr 1918 mit den Anhaltischen Kohlenwerken in Halle (Saale). Als die Kohlevorräte des Tagebaus Gertrud II allmählich zur Neige gingen, eröffneten die Anhaltischen Kohlewerke im Jahr 1931 den Tagebau Gertrud III nördlich von Kröbern. Die Aufschlussmassen des neuen Tagebaus wurden im Restloch des 1932 außer Betrieb gestellten Tagebaus Gertrud II verkippt. Die Rohkohle des Tagebaus Gertrud III wurde zur Versorgung der werkseigenen Brikettfabrik benötigt. Ihre Gewinnung begann im Jahr 1933 als „gebrochene“ Förderung, d. h. die Kohle wurde mit Seitenkastenkippern zum Kohlenbunker gefahren und aus diesem per Grabenschöpfgerät in eine Kettenbahn verladen. Danach wurde sie zur Brikettfabrik transportiert. Im laufenden Abbaubetrieb erhielt der Tagebau moderne Geräte und Anlagen, z. B. neue Eimerkettenbagger mit bis zu 800 Litern Eimerinhalt und elektrische Raupenlöffelbagger. Bis 1943 wuchs das Unternehmen bei Zechau zum größten im Meuselwitz-Altenburger Revier heran. 1937 hatten z. B. die Abteilungen in Zechau und Kriebitzsch zusammen 770 Mitarbeiter.
Für die Gewinnung von Mutterboden für die späteren Rekultivierungsmaßnahmen kam ab 1934 ein spezieller Schaufelradbagger zum Einsatz. Die drei darunter liegenden Abraumschnitte vollzogen moderne Schaufelrad- und Eimerkettenbagger. Die Kohle des rund 12 Meter mächtigen Flözes wurde durch einen Eimerketten- und einen weiteren Löffelbagger gefördert. Zwischen 1931 und 1943 bewegte sich der Tagebau entgegen dem Uhrzeigersinn um einen Drehpunkt nordwestlich von Kröbern. Die 1943/44 erfolgte Verlegung des Drehpunkts erforderte den Neubau sämtlicher Gleisanlagen bei laufendem Betrieb. Der Tagebau drehte nun im Uhrzeigersinn um einen Drehpunkt südlich von Zechau. Die Förderung wurde nur am Ende des Zweiten Weltkriegs 1945 kurzzeitig unterbrochen. Der fortschreitende Kohleabbau hatte den Abbruch und die Aussiedlung des Dorfs Petsa westlich von Kröbern zwischen 1943 und 1947 zur Folge. Die meisten der 350 Einwohner zogen nach Kriebitzsch in einen neu errichteten Ortsteil um.
Nach dem Zweiten Weltkrieg kam es in der Sowjetischen Besatzungszone zur entschädigungslosen Enteignung von Betrieben und Anlagen durch die Sowjetische Militäradministration in Deutschland (SMAD). Dadurch wurde 1946 die Abteilung Zechau von den Anhaltischen Kohlenwerken abgetrennt. Im Zuge der Verstaatlichung ging die Grube Gertrud in den Besitz des Landes Thüringen über. Kurze Zeit darauf wurde die „Werksgruppe Zechau“ zu Volkseigentum erklärt. Um 1950 wurde im Tagebau Gertrud III der dritte Drehpunkt direkt westlich von Zechau in Betrieb genommen. Als Folge wurde die Ortslage Leesen mit seinen 1310 Einwohnern zwischen 1950 und 1952 umgesiedelt und die Flur danach abgebaggert. Dies war die bis dahin größte Siedlungsverlegung. Sämtliche Gräber des Friedhofs Zechau-Leesen mussten in dem Zusammenhang nach Meuselwitz umgebettet werden.
1952 erfolgte die Bildung des Braunkohlenwerkes (BKW) Zechau, dem der Tagebau Gertrud III, die Tiefbaue Gertrud, Union, Ida, Eugen, Fortschritt und Bruderzeche sowie die Brikettfabriken und Kraftwerke Kriebitzsch und Zechau angehörten. Der Tagebau Gertrud III wurde seitdem unter der Bezeichnung Tagebau Zechau fortgeführt. Nach dem schweren Hochwasser des Jahres 1954 stand der Tagebau vorübergehend einige Wochen still, da Gleisanlagen unterspült wurden, Böschungen abrutschten und Geräte im Schlamm versanken.
1959 kam der Kohleabbau des Tagebaus Zechau auf der Linie Zechau-Altpoderschau am westlichen Ortsrand von Zechau zum Stehen. Insgesamt wurden bis dahin 35 Millionen Tonnen Kohle gefördert. Die Großgeräte und Anlagen wurden in die noch bestehenden umliegenden Tagebaue Phönix-Ost, Haselbach und Zipsendorf-Süd umgesetzt. Das BKW Zechau wurde dem BKW Rositz zugeordnet. Die Brikettfabriken Bruderzeche und Ida-Schacht waren noch bis in die 1960er Jahre, die Brikettfabrik Zechau sogar bis 1991 in Betrieb. In den 1980er Jahren existierten Pläne, den aktiven Braunkohleabbau wieder aufzunehmen. Der nie aufgeschlossene Tagebau Meuselwitz hätte auch den Bereich des ehemaligen Tagebaus Zechau überbaggert.
| Tagebau              | Beginn der Betriebszeit | Ende der Betriebszeit |
| -------------------- | ----------------------- | --------------------- |
| Gertrud I            | 1907                    | 1917                  |
| Gertrud II (Petsa)   | 1917                    | 1932                  |
| Gertrud III (Zechau) | 1931                    | 1959                  |

### Renaturierung des Tagebaus Zechau

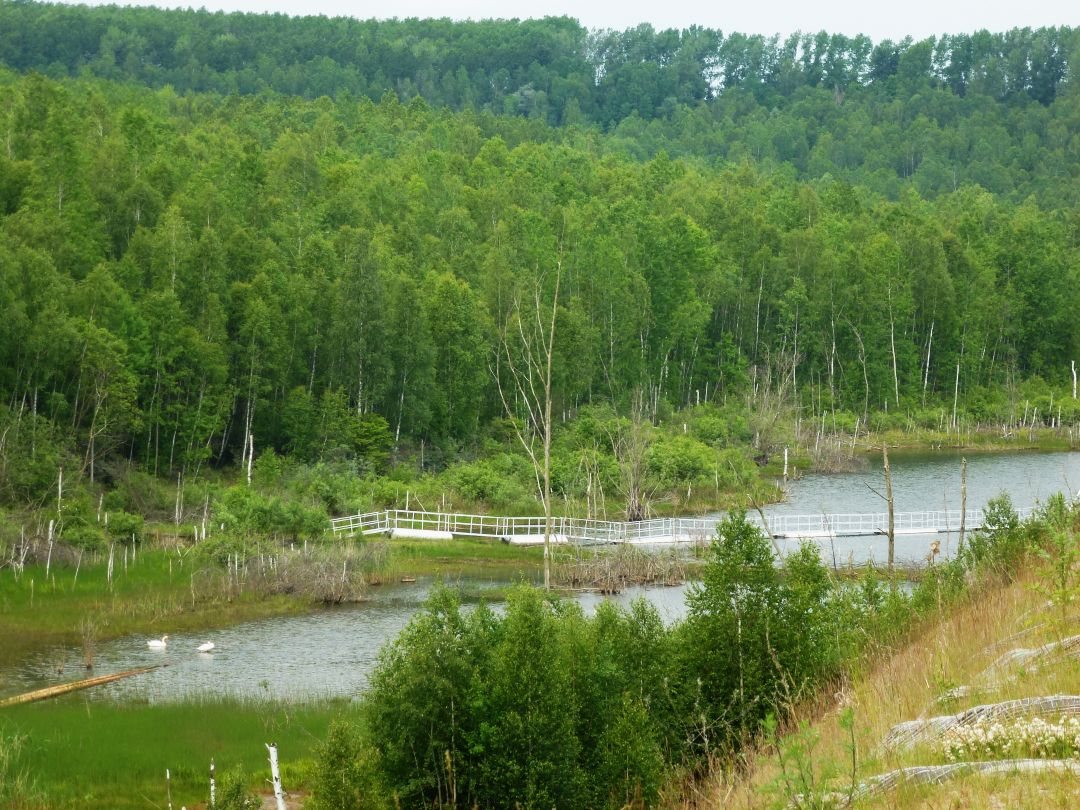
Restloch Zechau

Nach der Einstellung des Braunkohleabbaus war im Bereich des Tagebaus Zechau ein unverfülltes Restloch mit steilen, ungesicherten Böschungen zurückgeblieben. Bereits kurz nach der Stilllegung im Jahr 1959 erfolgte die Aufforstung einiger Randareale des Restlochs und zwischen 1960 und 1962 der planierten Mittelkippe. Teile der Böschungen und Kippen, die von Rutschungen bedroht waren, wurden ein Jahrzehnt später gesichert. Besonders in der Nähe der Ortslage Zechau, wo der Tagebau zum Stillstand kam, führte der nach 1959 wiederkehrende Abbruch der Steilhänge dazu, dass mehrere Häuser, Gartengrundstücke und Felder aufgegeben werden mussten. 
Im Bereich des ehemaligen Tagebaus entstanden die drei Restlöcher Zechau I, II und III,  mit einer Fläche von zusammen rund 227 Hektar. Das Restloch I wurde aus der ehemalige n Kohlebahnausfahrt im Osten des Tagebaus gebildet. Die Restlöcher II und III entstanden aus dem Hauptrestloch, das durch eine Liegendaufragung in zwei kleinere Restlöcher geteilt wurde. Nach der Einstellung des Entwässerungsbetriebs nutzte man die drei Löcher zur  Einspülung von Industrierückständen (Kohletrübe und Asche) aus der nahen Brikettfabrik. Restloch III diente ab 1967 als Klarwasserbecken. Um die Betriebssicherheit zu gewährleisten, wurde der Wasserspiegel mithilfe einer Pumpstation künstlich auf +178,5 m NHN gehalten. Nach dem Ende der Einspülung wurde das verfüllte Restloch I mit einer zwei Meter starken Schicht aus Kulturboden versehen und anschließend mit Büschen und Bäumen bepflanzt.
Die eigentliche Sanierung des ehemaligen Tagebaus erfolgte erst zwischen 1975 und 1984 durch das BKK Regis. Dabei wurden die Böschungen etappenweise abgeflacht und die Gebiete anschließend aufgeforstet. Weiterhin stand die Sicherung einer  Reihe ehemaliger Tiefbaue im Vordergrund, die vom Tagebau Zechau nur teilweise überbaggert worden waren. 
Anfang der 1990er Jahre übernahm die LMBV die Verantwortung für die Sanierung der Bergbaufolgelandschaft. Unter anderem hatte die Sanierung des Grundwassermanagements zu erfolgen, da der Wiederanstieg und die daraus resultierende Entstehung eines Sees bezüglich des Naturschutzes abgestimmt werden sollte und eine Vernässung von Siedlungsbereichen zu verhindern war. In den Jahrzehnten seit der Einstellung des Braunkohleabbaus entwickelte sich eine außergewöhnliche Tier- und Pflanzenwelt im Bereich der Restlöcher II und III, welche 1990 unter Naturschutz gestellt wurde. Später wurden sie außerdem als Fauna-Flora-Habitat-Gebiet (FFH-Gebiet) ausgewiesen.
Da im Restloch Zechau III das Braunkohlenflöz mit einer Mächtigkeit von etwa zehn Metern offen zutage liegt, neigt die Braunkohle unter bestimmten meteorologischen Bedingungen zur Selbstentzündung. Eine dauerhafte Lösung wurde 2010 durch ein komplexes System aus erdbautechnischen Maßnahmen in Verbindung mit einem speziell entwickelten Geogitter, einer Unterflurbewässerung sowie einer Startbegrünung der abschließenden Kulturbodenschicht auf der Böschung realisiert.

## Umgesiedelte Orte

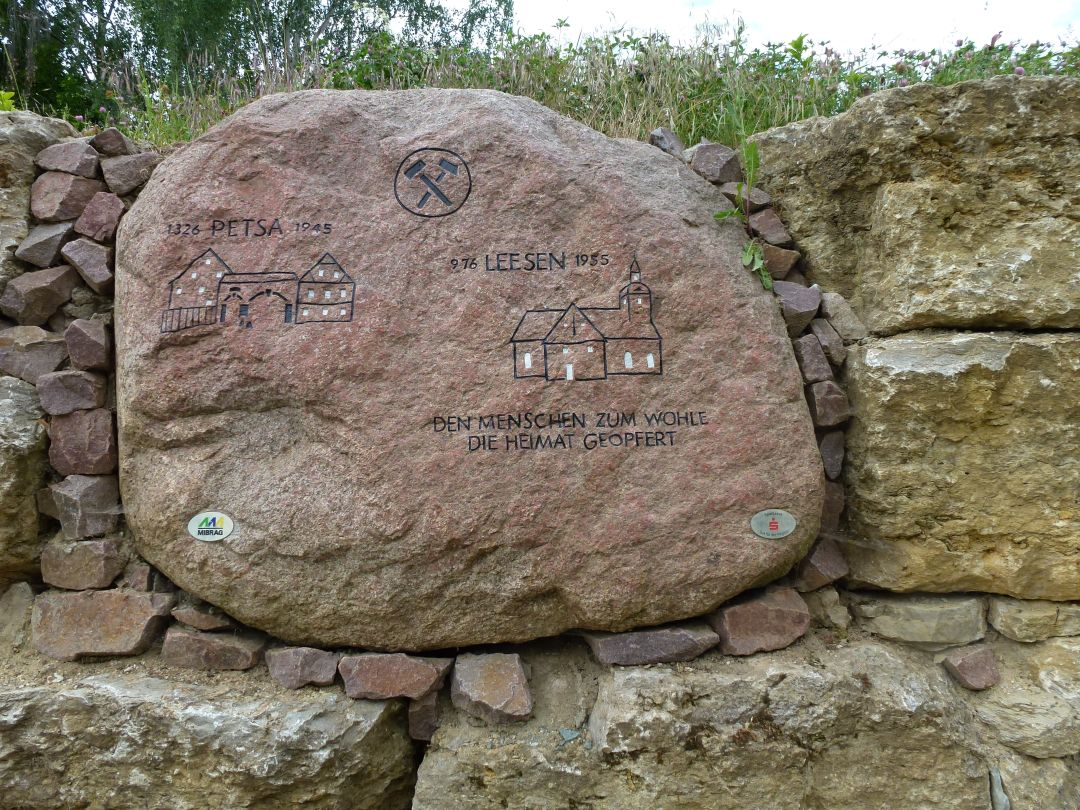
Erinnerungsstein in Zechau an die devastierten Orte Petsa und Leesen

| Umsiedlungsort | Einwohner | Jahr der Umsiedlung |
| -------------- | --------- | ------------------- |
| Petsa          | 0350      | 1943–1947           |
| Leesen         | 1310      | 1950–1952           |